# Битва при Айн Тамре
Битва при Айн Тамре между силами Арабского халифата и Сасанидского государства состоялась в 633 году. Передовая застава Айн-уль-Тамр находилась к западу от Анбара. Там находились вспомогательные силы сасанидов, состоявшие в основном из арабов-христиан, которые оказались разбиты арабами-мусульманами. Глава арабов-христиан — Акка ибн Кайс ибн Башир — был схвачен лично Халид ибн Валидом.
Так как Айн-уль-Тамр находился к западу от Анбара, то персы надеялись, что нашествие арабов-мусульман было лишь очередным грабительским рейдом, и теперь они снова уйдут к себе в пустыню, но Халид ибн Валид продолжил воевать с персами.
Возле Айн-уль-Тамра находился христианский монастырь, часть людей из которого решила принять ислам. В частности, мусульманами стали Нусайр и Сериме. Сын первого — Муса бен Нусайр — впоследствии командовал силами, завоевавшими Пиренейский полуостров; сын второго — ибн Сериме — стал одним из самых известных мусульманских теологов.